# Aluta
Az Aluta a Sepsiszentgyörgyi Múzeum tudományos közlönye.
Felelős szerkesztője Székely Zoltán múzeumigazgató. Az I. kötet (1970) Árvay József, Salamon Sándor és Sylvester Lajos, a II–IV. kötet (1970–72) Árvay József, Kovács Sándor és Jecza Tibor szerkesztésében jelent meg. Az V. kötet (1973) címe Tanulmányok és közlemények, szerkesztette Csiki Piroska, Kovács Sándor, Kozák Albert. A VI–IX. kötetek (1974–77) újra Aluta címmel jelentek meg Gazda Klára, Kovács Sándor, Kozák Albert szerkesztésében.
A magyar nyelvű tanulmányok mellett kezdetben román, német és francia nyelven is, 1974-től csak román és magyar nyelven közöl írásokat. A magyar anyag helytörténeti, munkásmozgalmi, néprajzi, nyelvészeti, irodalmi, színház- és zenetörténeti, valamint természetrajzi kérdéseket dolgoz fel. A munkatársak közt szerepel Binder Pál, Boros Judit, Csia Ernő, Debreczeni László, Egyed Ákos, Faragó József, Gálffy Mózes, Imreh István, János Pál, Kisgyörgy Zoltán, Kónya Ádám, ifj. Kós Károly, Kósa-Szánthó Vilma, Márton Gyula, Pataki József, Seres András, Szabó Endre, Szabó-Selényi Zsuzsa, Székely Zsolt, Szigeti József, Tarisznyás Márton, Vámszer Géza, Varga-Berde Mária,  Zágoni Jenő. Az összevont X–XI. (1978–79) szám 32 régészeti, természettudományi és néprajzi cikkéből 13 román, 1 német és 18 (közte 10 néprajzi) magyar nyelvű.

## További irodalom
- Kósa László: Aluta I. Ethnographia, Bp. 1971/1.
- Salamon Anikó: A Sepsiszentgyörgyi Múzeum évkönyvében lapozva. A Hét 1978/1. A bíráló cikkre Székely Zoltán és Zágoni Jenő válaszolt. A Hét 1978/5.
- Szabó T. E. Attila: Korszerű múzeumi hagyományok. Korunk 1978/3.
- Mátyás Árpád: A szülőföld bemutatása. Előre 1979. febr. 14.
- Magyari Lajos: Aluta 1976–77. Megyei Tükör 1979. febr. 17.